# Nine Perfect Strangers
Nine Perfect Strangers es una serie de televisión web de drama estadounidense para el servicio de streaming, Hulu, que fue estrenada el 18 de agosto de 2021. La serie, basada en la novela de 2018 Nine Perfect Strangers de Liane Moriarty, está protagonizada por Nicole Kidman y Melissa McCarthy, entre otros; está escrita y producida por David E. Kelley y John Henry Butterworth y dirigida por Jonathan Levine.
Aunque originalmente estaba planeada para ser una miniserie, en mayo de 2022, Hulu la renovó para una segunda temporada, convirtiéndose en una serie de antología. La segunda temporada se estrenó el 21 de mayo de 2025.

## Sinopsis
Nueve desconocidos deciden acudir a un retiro de 10 días en Tranquillum House, un centro de salud y bienestar en la ciudad ficticia de Cabrillo, California, que promete transformar y curar a los huéspedes que se quedan allí. El complejo no es lo que parece ser y los huéspedes están a punto de descubrir muchos secretos sobre ellos y los tejemanejes de la anfitriona del complejo, Masha.

## Elenco

### Principales
- Nicole Kidman como Masha Dmitrichenko, la fundadora rusa del centro de bienestar llamado Tranquillum House.

Primera temporada
- Melissa McCarthy como Frances Welty, una novelista que lucha con su vida profesional y personal.
- Michael Shannon como Napoleon Marconi, esposo de Heather y padre de Zoe, un maestro de secundaria que llora la muerte de su hijo.
- Luke Evans como Lars Lee, un hombre que llega al resort con una agenda oculta.
- Samara Weaving como Jessica Chandler, una influyente en las redes sociales y esposa de Ben.
- Melvin Gregg como Ben Chandler, el rico marido ganador de la lotería de Jessica.
- Asher Keddie como Heather Marconi,[7]esposa de Napoleón y madre de Zoe, de luto por la muerte de su hijo.
- Grace Van Patten como Zoe Marconi, la hija de Napoleón y Heather, lamentando la muerte de su hermano gemelo.
- Manny Jacinto como Yao, la mano derecha de Masha en Tranquillum House
- Tiffany Boone como Delilah, una empleada devota de Tranquillum House
- Regina Hall como Carmel Schneider, madre soltera de cuatro hijos cuyo marido la dejó por una mujer más joven.
- Bobby Cannavale como Tony Hogburn, un ex ala cerrada de fútbol americano que lucha contra su adicción a las drogas.
- Zoe Terakes como Glory otra empleada de Tranquillum House.

Segunda temporada
- Murray Bartlett como Brian[8]
- Annie Murphy como Imogen[8]
- Christine Baranski como Victoria[8]
- Dolly de Leon como Agnes[8]
- Maisie Richardson-Sellers como Wolfie[8]
- King Princess como Tina[8]
- Aras Aydın como Matteo[8]
- Lucas Englander como Martin[8]
- Henry Golding como Peter[9]
- Mark Strong como David[9]
- Lena Olin como Helena[9]

### Estrella invitada especial
- Ben Falcone como Paul Drabble, un hombre que pescó a Frances y la dejó con el corazón roto.

### Recurrentes
- Hal Cumpston como Zach Marconi, el hijo fallecido de Napoleón y Heather.
- Isabelle Cornish como Lulu, consultora de bienestar en Tranquillum House

## Episodios
| Temporada | Temporada | Episodios | Episodios | Emisión original     | Emisión original         |
| Temporada | Temporada | Episodios | Episodios | Primera emisión      | Última emisión           |
| --------- | --------- | --------- | --------- | -------------------- | ------------------------ |
|           | 1         | 8         | 8         | 18 de agosto de 2021 | 22 de septiembre de 2021 |
|           | 2         | 8         | 8         | 21 de mayo de 2025   | 2 de julio de 2025       |

### Temporada 1 (2021)
| N.º en serie | N.º en temp. | Título                                              | Dirigido por    | Escrito por                              | Fecha de emisión original |
| --- | ------------ | --------------------------------------------------- | --------------- | ---------------------------------------- | ------------------------- |
| 1 | 1            | «Random Acts of Mayhem» «Actos caóticos aleatorios» | Jonathan Levine | David E. Kelley & John-Henry Butterworth | 18 de agosto de 2021      |
| Nueve personas llegan a Tranquillum House, un exclusivo balneario: Napoleón y Heather Marconi y su hija Zoe; Jessica y Ben Chandler, una atractiva pareja joven; Frances, una autora que acaba de ser abandonada; Toño; Lars; y Carmel, mamá. Se retiran sus teléfonos y el contrabando. Masha les da la bienvenida y les dice que vino a Estados Unidos, trabajó duro y luego murió. Ella fue salvada por Yao, un paramédico, ahora su mano derecha. |              |                                                     |                 |                                          |                           |
| 2 | 2            | «The Critical Path» «El camino crítico»             | Jonathan Levine | David E. Kelley & John-Henry Butterworth | 18 de agosto de 2021      |
| Comienza el tratamiento. Los invitados comienzan a aprender unos de otros. El hermano gemelo de Zoe murió. Cavan una zanja y luego se acuestan en ella. Tony tiene un problema con la bebida y las drogas. Frances casi se ahoga. Le dio dinero a un hombre del que se enamoró en línea. Al personal le preocupa que el grupo sea problemático. Algunos de ellos van de excursión. Parece que Heather va a caer por el borde del acantilado. Frances quiere irse. Masha la convence para que se quede un poco más. Masha decide que debería comenzar la siguiente fase del programa. |              |                                                     |                 |                                          |                           |
| 3 | 3            | «Earth Day» «Día de la Tierra»                      | Jonathan Levine | David E. Kelley & John-Henry Butterworth | 18 de agosto de 2021      |
| Masha recibe mensajes amenazantes. Carmel ataca a Lars durante el desayuno. Meditan y comienzan a revelarse. Hay una carrera de sacos. Ben se da cuenta de quién es Tony. Las mujeres van a nadar, los hombres van a buscar comida. Jessica no está contenta con Carmel. Tony persigue una cabra. Regresan con el animal muerto, lo que molesta a Masha. En el banquete, Napoleón habla del suicidio de su hijo y dice que el mató a la cabra. |              |                                                     |                 |                                          |                           |
| 4 | 4            | «Brave New World» «Un mundo feliz»                  | Jonathan Levine | David E. Kelley & John-Henry Butterworth | 25 de agosto de 2021      |
| Masha confirma que los batidos de los invitados están drogados, lo que ella describe como microdosis. Varios se sorprenden y quieren irse. Lars admite ser periodista. Carmel finalmente revela el abuso que sufrió por parte de su marido. Frances y luego Carmel descargan su ira contra un maniquí samurái. Tony le dice a Frances que mató a un hombre en un bar. Napoleón quiere irse, pero Heather lo convence para que se quede. Hay una fiesta la víspera del día 21 de Zoe. |              |                                                     |                 |                                          |                           |
| 5 | 5            | «Sweet Surrender» «Dulce rendición»                 | Jonathan Levine | David E. Kelley                          | 1 de septiembre de 2021   |
| Zoe “ve” a su hermano muerto. Él le pide que le diga que se llevaron bien. Lars dijo que soñó que tenía un bebé. El padre era Tony, lo que le molesta. Frances "ve" a Paul, el hombre que la estafó. Dice que sus libros son basura. Ella se desmaya. Delilah está enojada con Masha y le pide que deje de acostarse con Yao. Tony está limpio pero está preocupado por su futuro. Jessica y Ben tienen sexo en el jacuzzi. Carmel los ve. Lars la tranquiliza y le dice que debería seguir adelante. El grupo organiza una fiesta de cumpleaños número 21 para Zoe (y Zach). |              |                                                     |                 |                                          |                           |
| 6 | 6            | «Motherlode» «El tesoro»                            | Jonathan Levine | David E. Kelley & John-Henry Butterworth | 8 de septiembre de 2021   |
| Lars sueña con ser acosado en la escuela. Frances ve un "Paul en miniatura" y lo tira por el inodoro. Carmel quiere un uno a uno. Sabe que Masha tuvo una aventura con su marido. Masha se arrepiente. Todos están emparejados con "amigos". Zoe ve a Zach. Napoleón también lo ve y luego Heather, pero ella tiene un "episodio". Masha les dice que puede utilizar psicóticos para que puedan interactuar de forma segura con Zach. Frances le dice a Carmel que no está mejorando como todos los demás. La hija de Masha murió en un accidente automovilístico. |              |                                                     |                 |                                          |                           |
| 7 | 7            | «Wheels on the Bus» «Las ruedas del autobús»        | Jonathan Levine | David E. Kelley                          | 15 de septiembre de 2021  |
| Carmel ataca a Masha y hay que sedarla. Tony le cuenta a Frances sus planes, lo que la asusta. Masha quiere ayudar a los Marconi a ver a su hijo muerto. Zoe no quiere. Masha dice que hará un viaje con los Marconi, pero la llaman para ver a Frances. Delilah no está contenta y decide irse. Lars sabe que uno de los invitados murió. Masha va a ver a Carmel y se da cuenta de que ella fue la persona que la disparó. |              |                                                     |                 |                                          |                           |
| 8 | 8            | «Forever after» «Para siempre»                      | Jonathan Levine | David E. Kelley                          | 22 de septiembre de 2021  |
| Masha no culpa a Carmel, ella le agradece. Frances intenta explicarle a Tony por qué reaccionó como lo hizo. Carmel está en un tanque de privaciones y se asusta. Frances y Tony planean irse. A Napoleón le sangra la nariz. Todos pueden ver a Zach. Carmel sale pero está encerrada en la habitación. Los demás intentan liberarla. Masha los encierra a todos en la habitación. Masha le dice a Glory que encienda el fuego. Hablan de su futuro. El incendio fue una simulación. Napoleón corre hacia el bosque y ve a Zach. Él dice que necesitan dejarlo ir. Delilah alerta a la policía. Está nevando. Masha sigue a Zoe y ve a su hija. Llega la policía. Los invitados dicen que no pasó nada. Frances y Tony van a un restaurante. Ella comienza a escribir un libro. Lars está con su pareja y su bebé. Carmel está dando clases. Los Marconi están felices. Ben y Jessica se han hecho cargo de Tranquillum. Masha se marcha en un Lamborghini amarillo, acompañada por su hija. |              |                                                     |                 |                                          |                           |

### Temporada 2 (2025)
| N.º en serie | N.º en temp. | Título                     | Dirigido por    | Escrito por                                       | Fecha de emisión original |
| ------------ | ------------ | -------------------------- | --------------- | ------------------------------------------------- | ------------------------- |
| 9            | 1            | «Zauberwald»               | Jonathan Levine | Rachel Shukert                                    | 21 de mayo de 2025        |
| 10           | 2            | «The Crabapple Clubhouse»  | Jonathan Levine | Jaclyn Moore                                      | 21 de mayo de 2025        |
| 11           | 3            | «The Field Trip»           | Jonathan Levine | Dan Robert & Lisha Brooks                         | 28 de mayo de 2025        |
| 12           | 4            | «The Mayor Lift»           | Anthony Byrne   | Sarah Sutherland                                  | 4 de junio de 2025        |
| 13           | 5            | «Prague»                   | Jonathan Levine | Guion: Sarah Sutherland Historia de: Noah Diaz    | 11 de junio de 2025       |
| 14           | 6            | «The Other Side»           | Anthony Byrne   | Guion: Jonathan Levine Historia de: Sam Potochick | 18 de junio de 2025       |
| 15           | 7            | «Mergers and Acquisitions» | Anthony Byrne   | Jaclyn Moore                                      | 25 de junio de 2025       |
| 16           | 8            | «Never Change»             | Jonathan Levine | Rachel Shukert & Jaclyn Moore                     | 2 de julio de 2025        |

## Producción

### Desarrollo
El 1 de mayo de 2019, se informó que Hulu le había dado luz verde a la producción como serie limitada a la adaptación de la novela. La serie limitada fue creada por David E. Kelley y John Henry Butterworth, quienes también son productores ejecutivos junto a Nicole Kidman, Per Saari, Bruna Papandrea, Steve Hutensky y Casey Haver. Las productoras que participan en la serie limitada son Made Up Stories, Blossom Films y Endeavour Content. Se estrenó el 18 de agosto de 2021. El 7 de enero de 2020, Melissa McCarthy se unió a la miniserie como protagonista y productora ejecutiva. El 29 de julio de 2020, se anunció que Jonathan Levine dirigiría los ocho episodios de la serie limitada y actuaría como productor ejecutivo, mientras que Gillian Bohrer se unió a la serie como productor. Yves Bélanger actuó como director de fotografía.

### Casting
Junto al anuncio inicial de la serie, se informó que Nicole Kidman fue elegida para un papel principal. Además de su anuncio de productora ejecutiva, Melissa McCarthy también se había unido al elenco en un papel protagónico. El 27 de mayo de 2020, Manny Jacinto se unió al elenco principal. En junio de 2020, Asher Keddie y Luke Evans fueron elegidos para papeles protagónicos. En julio de 2020, Melvin Gregg, Samara Weaving, Grace Van Patten, Tiffany Boone y Michael Shannon se unieron al elenco principal. En agosto de 2020, Regina Hall y Bobby Cannavale fueron elegidos para papeles protagonistas. El 22 de octubre de 2020, Hal Cumpston se unió al elenco en un papel recurrente. El 19 de noviembre de 2020, Zoe Terakes fue elegida para un papel recurrente.
En junio de 2023, se reveló que Kidman volvería a su papel de Masha para la segunda temporada, así como las incorporaciones al reparto principal de los actores: Murray Bartlett, Liv Ullmann, Dolly de Leon, Maisie Richardson Sellers y Aras Aydin. En diciembre se completó el reparto con las incorporaciones de Annie Murphy, Christine Baranski, King Princess y Lucas Englander al elenco principal.

### Rodaje
El 8 de julio de 2020, Evans reveló que el rodaje se llevaría a cabo en Australia. También reveló que todos los actores deberían permanecer en cuarentena durante catorce días en la ciudad de llegada a Australia, debido a las regulaciones impuestas por el gobierno australiano en respuesta a la pandemia de COVID-19. Además, se requirió que todos los actores se sometieran a pruebas durante la cuarentena antes de que se pudiera comenzar el rodaje. La fotografía principal comenzó el 10 de agosto de 2020 en Byron Bay, Nueva Gales del Sur. El 21 de diciembre de 2020, Kidman anunció que el rodaje había terminado.

## Lanzamiento
El 25 de abril de 2021, Hulu lanzó el primer teaser-tráiler de Nine Perfect Strangers durante una de las pausas publicitarias de los Premios Óscars. Fuera de Estados Unidos y China, la serie fue estrenada en Amazon Prime Video.
La primera temporada se estrenó el 18 de agosto de 2021 con el lanzamiento de los tres primeros episodios. Tras el estreno, los demás capítulos son estrenados semanalmente. La segunda temporada llegará el 21 de mayo de 2025, con el estreno de los dos primeros episodios y el resto se irá emitido semanalmente.

## Recepción
| Temporada | Temporada | Rotten Tomatoes     | Metacritic       |
| --------- | --------- | ------------------- | ---------------- |
|           | 1         | 59 % (111 críticas) | 54 (35 críticas) |
|           | 2         | 41 % (22 críticas)  | 50 (12 críticas) |

El sitio web del agregador de reseñas, Rotten Tomatoes, informa una calificación de aprobación del 61% con un promedio de 6.2 / 10, basada en 95 críticas. El consenso de los críticos dice: "Un misterio serpenteante puede confundir su impacto, pero las actuaciones sólidas de todo su reparto y en todos los ámbitos significan que Nine Perfect Strangers nunca es menos que visible". Metacritic, que utiliza un promedio ponderado, asignó una puntuación de 53 de 100 sobre la base de 32 críticas, lo que indica "revisiones mixtas o promedio".
El 24 de agosto de 2021, se informó que el estreno de la serie limitada es el original de Hulu más visto de la historia.

### Premios y nominaciones
| Año  | Premio                           | Categoría                                                                 | Nominado(s)      | Resultado | Ref.   |
| ---- | -------------------------------- | ------------------------------------------------------------------------- | ---------------- | --------- | ------ |
| 2022 | Premios de la Crítica Televisiva | Mejor actriz de reparto en película/miniserie                             | Melissa McCarthy | Nominada  | [ 33 ] |
| 2022 | Premios Satellite                | Mejor actriz en una serie dramática                                       | Nicole Kidman    | Nominada  | [ 34 ] |
| 2022 | Premios Satellite                | Mejor actor de reparto en una serie, miniserie o película para televisión | Bobby Cannavale  | Nominado  | [ 34 ] |
| 2022 | Premios Satellite                | Mejor actor de reparto en una serie, miniserie o película para televisión | Michael Shannon  | Nominado  | [ 34 ] |